# 藍葦華
藍葦華（1979年1月7日—），台灣男演員。讀國中時就立志當演員，是金鐘名單入圍常客，其中以《青苔》、《黑盒子》分別獲得迷你劇集/電視電影男主角獎、男配角獎。

## 演藝經歷
自2001年起開始演出，活躍於公視、客家電視台及大愛劇場。
演技出色屢獲金鐘獎提名肯定，以公視《寒夜續曲》、客家電視台《神秘列車》、《新丁花開》等片入圍。
2016年客家電視台《客家電視電影院－黑盒子》獲得金鐘獎迷你劇集／電視電影男配角獎。
2018年公視人生劇展－《青苔》獲得金鐘獎迷你劇集／電視電影男主角獎。

## 影視作品

### 劇集
| 年份   | 頻道       | 劇名                              | 角色         |
| 2000年 | 台視       | 《玫瑰瞳鈴眼》危險關係            | 施建志       |
| 2000年 | 台視       | 《玫瑰瞳鈴眼》神秘檔案之復活天使  | 張俊凱       |
| 2000年 | 台視       | 《台灣風雲起》土地公的契子        | 何土佑       |
| 2000年 | 八大戲劇台 | 《鬼屋傳奇》桃園鬼屋              | 郭明龍       |
| 2001年 | 民視       | 《人間劇場-大輪迴》生死戀         | 林安信       |
| 2001年 | 大愛電視台 | 《我不再哭泣》                    | 陳文傑       |
| 2003年 | 客家電視台 | 《老嫩大細》                      | 阿泰         |
| 2003年 | 公視       | 《寒夜續曲》                      | 彭永輝       |
| 2003年 | 民視       | 《新玫瑰瞳鈴眼》床下的哭聲        | 阿光         |
| 2004年 | 民視       | 《新玫瑰瞳鈴眼》別再說愛我        | 李國昇       |
| 2004年 | 公視       | 《一樣的月光》                    | 李家祿       |
| 2004年 | 公視       | 《奔馳的縱貫線》                  | 吳老師       |
| 2007年 | 公視       | 《地鼠》                          | 警察         |
| 2007年 | 公視       | 《海邊的人》                      | 李天生       |
| 2007年 | 客家電視台 | 《大將徐傍興》                    |              |
| 2008年 | 客家電視台 | 《菸田少年》                      | 陳永威       |
| 2008年 | 客家電視台 | 《神秘列車》                      | 傅宗元       |
| 2008年 | 公視       | 《尋鬼記》                        | 杜宗元       |
| 2009年 | 客家電視台 | 《月滿水沙漣》                    | 廖成         |
| 2010年 | 客家電視台 | 《源》                            | 吳庭蔭       |
| 2011年 | 客家電視台 | 《嫁掉頭家娘》                    | 孫碧良       |
| 2011年 | 大愛電視台 | 《愛的微光》                      | 李進福       |
| 2011年 | 客家電視台 | 《阿戇妹》                        | 阿保         |
| 2012年 | 公視       | 《小孩大人》                      | 李志明       |
| 2012年 | 公視       | 《肉販》                          | 陳振輝       |
| 2012年 | 公視       | 《蛇杖》                          | 潑猴         |
| 2012年 | 華視       | 《溫柔的慈悲》                    | 陳茂德       |
| 2013年 | 大愛電視台 | 《快樂總舖師》                    | 蔡明鴻       |
| 2013年 | 大愛電視台 | 《溫柔玉蘭香》                    | 王銘宏       |
| 2013年 | 三立台灣台 | 《天下女人心》                    | 張建良       |
| 2014年 | 大愛電視台 | 《紅塵驛站》                      | 李志鵬       |
| 2014年 | 客家電視台 | 《新丁花開》                      | 李安平       |
| 2015年 | 三立台灣台 | 《珍珠人生》                      | 楊誠寬       |
| 2016年 | 三立都會台 | 《浮士德的微笑》                  | 趙建安       |
| 2016年 | 台視       | 《700歲旅程》                     | 朱志銘       |
| 2016年 | 三立台灣台 | 《甘味人生》                      | 老八         |
| 2016年 | 客家電視台 | 《黑盒子》                        | 郭振榮       |
| 2017年 | 大愛電視台 | 《稻香家味》                      | 林德光       |
| 2017年 | 客家電視台 | 《勞動之王》                      | 葉國揚       |
| 2017年 | 公視       | 《鴿籠》                          | 陳小         |
| 2017年 | 中視       | 《TMD天堂》                       | 老冠         |
| 2017年 | 公視       | 《                                | 高橋         |
| 2017年 | 公視       | 《                                | 襄理         |
| 2017年 | 華視       | 《紅塵梵谷》                      | 嚴秀石       |
| 2017年 | 台視       | 《閱讀時光2》                     | 大山金吉     |
| 2018年 | 大愛電視台 | 《長盤決勝》                      | 蔡瑞章       |
| 2018年 | 公視       | 《青苔》                          | 謝承東       |
| 2018年 | 公視       | 《奇蹟的女兒》                    | 洪主任       |
| 2018年 | 公視       | 《最美的風景》                    | 林志雄       |
| 2018年 | 公視       | 《無法辯護》                      | 林竣良       |
| 2018年 | 公視       | 《你的孩子不是你的孩子》          | 院長         |
| 2019年 | 中視       | 《鑑識英雄II 正義之戰》           | 馬永光       |
| 2019年 | 三立台灣台 | 《炮仔聲》                        | 胡力文       |
| 2019年 | 華視       | 《我的阿北同學》                  | 青菜哥       |
| 2019年 | 華視       | 《夏之橘》                        | 朱伯聰       |
| 2019年 | 華視       | 《俗女養成記》                    | 蔡永森       |
| 2019年 | 公視       | 《魂囚西門》                      | 沈金發       |
| 2019年 | 公視台語台 | 《自由的向望》                    | 陳永孝       |
| 2019年 | 民視       | 《多情城市》                      | 曾勇         |
| 2020年 | 民視       | 《鏡子森林》                      | 張文華       |
| 2021年 | 公視       | 《火神的眼淚》                    | 消防員       |
| 2021年 | 民視       | 《日蝕遊戲》                      | 劉建昇       |
| 2021年 | 公視       | 《國際橋牌社2》                   | 游建軍       |
| 2021年 | 華視       | 《俗女養成記2》                   | 蔡永森       |
| 2022年 | 民視       | 《黃金歲月》                      | 張耀宗 阿海  |
| 2022年 | 公視       | 《你的婚姻不是你的婚姻》-尾號1314 | 李國華       |
| 2023年 | 華視       | 《欺妻49天》                      | 張佑         |
| 2023年 | 大愛電視台 | 《早點回家》                      | 林朝枝(壯年) |
| 2024年 | 民視       | 《愛的榮耀》                      | 蔡龍         |
| 2024年 | 公視       | 《不夠善良的我們》                | 盧冠良       |
| 2024年 | 華視       | 《孔雀魚》                        | 何家棟       |
| 2024年 | 民視       | 《好運來》                        | 蔡有財       |
| 2024年 | 客家電視台 | 《阿婆非死不可》                  | 福生         |
| 2025年 | 公視、民視 | 《零日攻擊》                      | 阿彬         |

### 紀錄片
- 2006 公共電視台《台灣人民的歷史》

### 長篇電影
- 2015年：《菜鳥》飾 大林
- 2016年：《失控謊言》飾 丈夫
- 2018年：《運轉法則》飾 和尚
- 2018年：《引爆點》飾 陳益達
- 2019年：《樂園》飾 李國昌
- 2020年：《同學麥娜絲》飾 梅益源
- 2021年：《哭悲》 飾 翁博士
- 2021年：《當男人戀愛時》 飾 張大偉
- 2021年：《期末考》 飾 林立宏
- 2024年：《春行》 飾 建明
- 2025年：《我家的事》 飾 阿冬

### 短篇電影
- 2024年：《朋友順啦》 飾 廖仔

### MV
- 1999年：張四十三〈我的內分泌有點失調〉
- 2017年：李玖哲〈Stay〉
- 2017年：李玖哲〈Will You Remember Me〉
- 2020年：荒山亮〈離開了後〉
- 2021年：告五人〈同樣一個你〉
- 2024年：賴慧如〈堅疕〉

## 獎項紀錄
| 年份   | 頒獎典禮           | 獎項                       | 影片         | 角色   | 結果 |
| ------ | ------------------ | -------------------------- | ------------ | ------ | ---- |
| 2004年 | 第39屆金鐘獎       | 戲劇節目男配角獎           | 《寒夜續曲》 | 彭永輝 | 提名 |
| 2008年 | 第43屆金鐘獎       | 迷你劇集／電視電影男主角獎 | 《神秘列車》 | 傅宗元 | 提名 |
| 2015年 | 第50屆金鐘獎       | 戲劇節目男主角獎           | 《新丁花開》 | 李安平 | 提名 |
| 2016年 | 第51屆金鐘獎       | 迷你劇集／電視電影男配角獎 | 《黑盒子》   | 郭振榮 | 獲獎 |
| 2017年 | 第52屆金鐘獎       | 迷你劇集／電視電影男主角獎 | 《鴿籠》     | 陳小   | 提名 |
| 2018年 | 第53屆金鐘獎       | 迷你劇集／電視電影男主角獎 | 《青苔》     | 謝承東 | 獲獎 |
| 2018年 | 第53屆金鐘獎       | 迷你劇集／電視電影男配角獎 | 《》         | 高橋   | 提名 |
| 2019年 | 第54屆金鐘獎       | 迷你劇集／電視電影男主角獎 | 《夏之橘》   | 朱伯聰 | 提名 |
| 2021年 | 第26屆亞洲電視大獎 | 最佳男主角獎               | 《日蝕遊戲》 | 劉建昇 | 提名 |
| 2023年 | 第58屆金鐘獎       | 迷你劇集／電視電影男主角獎 | 《尾號1314》 | 李國華 | 提名 |
| 2024年 | 2024金片子大賽     | 最佳男演員獎               | 《朋友順啦》 |        | 提名 |
| 2024年 | 第29屆亞洲電視大獎 | 最佳男配角獎               | 《愛的榮耀》 | 蔡龍   | 獲獎 |
| 2025年 | 第20屆大阪亞洲影展 | 藥師真珠獎                 | 《我家的事》 | 阿冬   | 獲獎 |
| 2025年 | 第27屆台北電影獎   | 最佳男主角                 | 《我家的事》 | 阿冬   | 提名 |

## 外部連結
- 藍葦華的Facebook專頁
- 藍葦華在互联网电影资料库（IMDb）上的資料（英文）
- 藍葦華在台灣電影網上的資料（繁體中文）
- 藍葦華在香港影庫上的簡介
- 華文影史庫 藍葦華 簡介 （页面存档备份，存于）